# Teodora Nedewa
Teodora Nedewa (bulgarisch Теодора Недева, engl. Transkription Teodora Nedeva; * 22. April 1977 in Plowdiw) ist eine ehemalige bulgarische Tennisspielerin.

## Karriere
Nedewa gewann während ihrer Karriere 19 Doppeltitel des ITF Women’s Circuits.
Sie spielte 1996 und 1997 für die bulgarische Fed-Cup-Mannschaft, die sie alle verlor.

## Turniersiege

### Doppel
| Nr. | Datum          | Turnier   | Kategorie   | Belag     | Partnerin              | Finalgegnerinnen                              | Ergebnis       |
| --- | -------------- | --------- | ----------- | --------- | ---------------------- | --------------------------------------------- | -------------- |
| 1.  | Februar 1994   | Faro      | ITF $10.000 | Hartplatz | Antoaneta Pandscherowa | Keiko Ishida Yoriko Yamagishi                 | 6:1, 6:3       |
| 2.  | Februar 1994   | Amadora   | ITF $10.000 | Hartplatz | Antoaneta Pandscherowa | Alina Schidkowa Anna Linkowa                  | 6:3, 6:1       |
| 3.  | Mai 1994       | Bol       | ITF $10.000 | Sand      | Antoaneta Pandscherowa | Martina Hautová Blanka Kumbárová              | 6:3, 7:5       |
| 4.  | August 1994    | Plowdiw   | ITF $10.000 | Sand      | Antoaneta Pandscherowa | Dora Dschiljanowa Dessislawa Topalowa         | 6:4, 4:6, 6:2  |
| 5.  | September 1994 | Warna     | ITF $10.000 | Sand      | Natalia Bondarenko     | Lara Bitter Aafje Evers                       | 6:1, 6:4       |
| 6.  | September 1994 | Burgas    | ITF $10.000 | Sand      | Antoaneta Pandscherowa | Patrícia Marková Henriëtte van Aalderen       | 2:6, 6:4, 6:0  |
| 7.  | März 1995      | Alicante  | ITF $10.000 | Sand      | Miho Saeki             | Patricia Aznar Elisa Penalvo Lopez            | 6:3, 6:1       |
| 8.  | April 1995     | Plowdiw   | ITF $25.000 | Sand      | Antoaneta Pandscherowa | Svetlana Komleva Iryna Suchowa                | 7:5, 6:1       |
| 9.  | Juni 1995      | Bytom     | ITF $10.000 | Sand      | Katarzyna Teodorowicz  | Jewgenija Kulikowskaja Natalija Njemtschynowa | 6:2, 6:2       |
| 10. | November 1995  | Kairo     | ITF $10.000 | Sand      | Antoaneta Pandscherowa | Limor Gabai Hila Rosen                        | 3:6, 6:1, 7:68 |
| 11. | November 1995  | Kairo     | ITF $10.000 | Sand      | Antoaneta Pandscherowa | Kildine Chevalier Tessa Shapovalova           | 5:7, 6:3, 6:0  |
| 12. | Mai 1996       | Nitra     | ITF $10.000 | Sand      | Wera Schukawez         | Zuzana Váleková Gabriela Voleková             | kampflos       |
| 13. | Mai 1996       | Prešov    | ITF $10.000 | Sand      | Monika Maštalířová     | Ľudmila Cervanová Martina Nedelková           | 6:4, 6:3       |
| 14. | Juli 1996      | Fiumicino | ITF $10.000 | Sand      | Andreea Ehritt-Vanc    | Gabriella Boschiero Sara Ventura              | 6:0, 6:3       |
| 15. | November 1996  | Ismailia  | ITF $10.000 | Sand      | Katarina Srebotnik     | Shiri Burstein Debby Haak                     | 6:4, 6:4       |
| 16. | Mai 1997       | Sofia     | ITF $10.000 | Sand      | Marina Lazarovska      | Marina Caiazzo Katarina Mišić                 | 6:4, 6:2       |
| 17. | Mai 1997       | Skopje    | ITF $10.000 | Sand      | Dragana Zarić          | Laura Fodorean Katia Altilia                  | 6:3, 6:2       |
| 18. | Mai 1997       | Burgas    | ITF $10.000 | Hartplatz | Pawlina Nola           | Meike Fröhlich Kristina Pojatina              | 6:1, 6:2       |
| 19. | Juli 1998      | Skopje    | ITF $10.000 | Sand      | Antoaneta Pandscherowa | Filipa Gabrowska Radoslawa Topalowa           | 6:3, 6:0       |